# كاشان الفرنسية
كاشان هي بلدية في الضواحي الجنوبية لباريس في فرنسا تقع على بعد حوالي 6.7 كيلومتر (4.2 ميل) من وسط باريس.

## التسمية
في العصور الوسطى تمت تسميت كاشان الحالية إلى كاتيكانتوم في النصوص اللاتينية والذي اختلفت به المسميات لاحقًا إلى كاشينتوم وكاشانت ثم بالأخير إلى كاشان ويفهم البعض كاتيكانتوم على أنه يعني «غناء القطة» «مواء القطة» ولكن هذا غير مؤكد ويرى البعض الآخر ارتباطًا مع الفعل كما في اللغة الفرنسية القديمة مصطلح (chacier) ويعني الصيد وكذلك في اللاتينية مصطلح (captiar) ويعني الصيد كذلك.

## تاريخ
كانت كاشان في الأصل قرية صغيرة داخل بلدية أركوي والتي أعيدت تسميتها فيما بعد بأركوي كاشان ومن ثم تم إنشاء بلدية كاشان في 26 ديسمبر 1922 عندما انفصلت عن بلدية آركويل-كاشان والتي أعيدت تسميتها إلى أركويل.

## الكوميونات المجاورة
- أركوي- الشمال
- فيلجويف - الشرق
- لا هي لي روز - الجنوب الشرقي
- بورج لا رين - جنوب غرب
- بانيو - الغرب

## المواصلات
يخدم كاشان محطتان على خط باريس RER B : Arcueil <span typeof="mw:Entity" id="mwNw">–</span> Cachan و Bagneux .

## تعليم
المدارس الابتدائية:
- ست مدارس تمهيدية عامة (المدارس الثانوية): Belle Image ، و Carnot ، و Coteau ، و Paul-Doumer ، و La Plaine ، و Pont-Royal
- خمسة مدارس ابتدائية عامة: Belle Image ، Carnot ، Coteau ، Paul-Doumer ، La Plaine
- حضانة وابتدائية خاصة واحدة ومدرسة القديس يوسف

المدارس الثانوية:
- المدارس الثانوية العامة: كوليج فيكتور هوغو وكوليج بول بيرت
- ثانوية خاصة: كوليج سانت جوزيف
- المدارس الثانوية العامة / كليات الصف السادس: Lycée Gustave Eiffel ، Lycée Maximilien Sorre ، Le foyer de Cachan

## روابط خارجية
- موقع مجلس مدينة كاشان
- أخبار حول كاشان
- دخول كاشان من موسوعة كويد
- مدن حول كاشان